# Rio Paraguai
O rio Paraguai (em castelhano:  Río Paraguay; em guarani:  Ysyry Paraguái) é um curso de água da América do Sul que percorre Brasil, Bolívia, Paraguai e Argentina.
O rio possui extensão total de 2 621 km, o que o coloca entre os 40 rios mais extensos do mundo. O rio parte da Chapada dos Parecis em Mato Grosso e culmina na confluência com o Rio Paraná.
Sua bacia, a Bacia do Rio Paraguai, possui uma área de 1,095 milhão de quilômetros quadrados e representa 35,3% da área da Bacia do rio da Prata. A área da sua bacia no território brasileiro é de 361 666 quilômetros quadrados.

## Etimologia

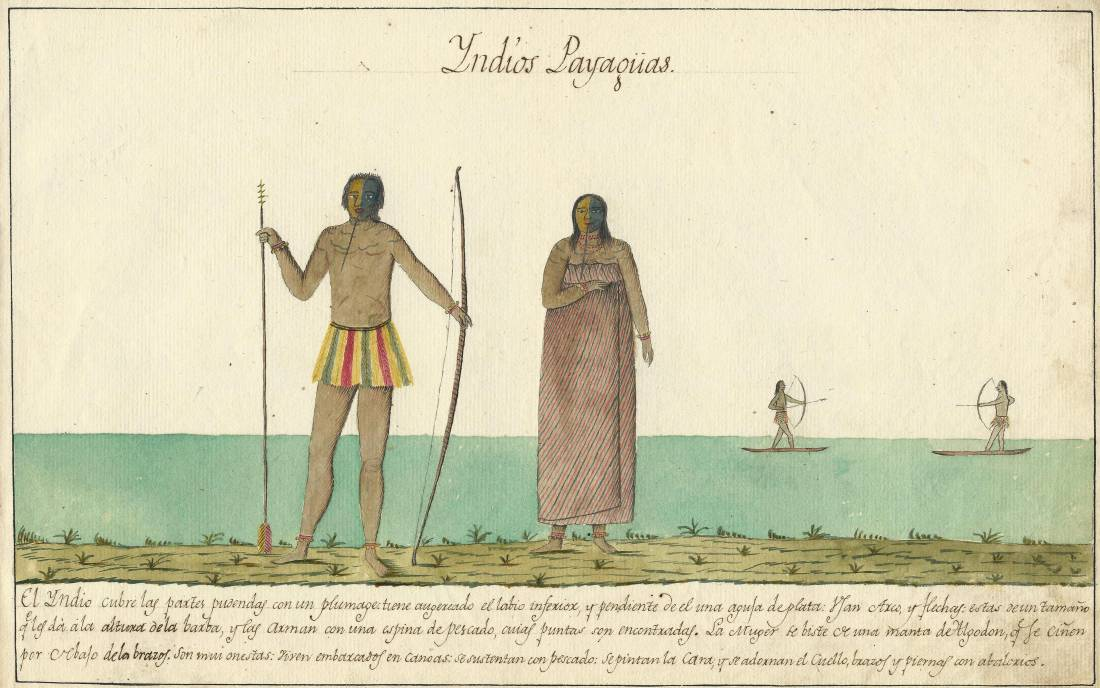
Aguarela de indígenas paiaguás com descrição de seus costumes.

"Paraguai" é um termo guarani que significa "rio dos paiaguás", formado pela junção de payagua e y (rio).
Os paiaguás habitavam principalmente as margens do Rio Paraguai e de seus afluentes. O termo é um exônimo dado a eles pelos guaranis, dos quais eram inimigos. Provavelmente, os guaranis comunicaram aos espanhóis que o rio era o "rio dos paiaguás" dando, então, origem ao seu nome.

## Geografia
A Bacia do Rio Paraguai possui uma área de 1,095 milhão de quilômetros quadrados e representa 35,3% da área da Bacia do rio da Prata, abrangendo, além do Brasil, Bolívia, Paraguai e Argentina. Sua área no território brasileiro é de 361 666 quilômetros quadrados, abrangendo os estados de Mato Grosso e Mato Grosso do Sul.
O rio parte de suas nascentes na Chapada dos Parecis, próximo à cidade de Diamantino, e deságua em uma confluência com o Rio Paraná, próximo da cidade de Corrientes. O rio possui extensão de 2 621 km, sendo 1 693 km em território brasileiro.
Os principais afluentes do Rio Paraguai são os rios Cabaçal, Jauru e Sepotuba na margem direita, e os rios Cuiabá, Taquari, Negro, Miranda e Apa na margem esquerda.
O rio possui uma regularidade fluvial amparada em três fatores, segundo o geógrafo Orlando Valverde: chuvas periódicas anuais; a extensa zona de inundação e represamento, representada pelo Pantanal; e a uniformidade do gradiente e os desníveis fracos. Durante enchentes, o escoamento do rio é mais lento. As águas podem demorar até seis meses para sair do território brasileiro.

### Subdivisões
A classificação de Almeida de 1945 divide o rio em quatro segmentos: Paraguai Superior, Alto Paraguai, Médio Paraguai e Paraguai Inferior. A primeira, das nascentes até a foz do Rio Jauru; a segunda até a foz do Rio Apa; a terceira até a cidade de Lomas Valentinas; e a quarta até a confluência com o Rio Paraná. Os dois primeiros segmentos (Paraguai Superior e Alto Paraguai) formam a Bacia do Alto Paraguai.
A primeira divisão, Paraguai Superior, possui extensão de 430 km e caracteriza-se por possuir corredeiras, um caminho tormentoso, e um gradiente de, em média, 75 cm/km. As altitudes variam de 300 a 125 metros acima do nível do mar. Este primeiro trecho do rio caracteriza-se por ser de difícil navegação. A partir da foz do Rio Sepotuba, a 90 km do fim deste trecho, as condições de navegação se tornam mais favoráveis. O material do leito do rio se torna mais erodível, as margens se tornam mais baixas e largas, e a largura do rio fica em torno de 100 a 200 metros.
A segunda, Alto Paraguai, possui extensão de 1 263 km. As altitudes vão de 125 a 83 metros, o que representa um desnível baixo em relação à sua extensão. O trecho é delimitado pelo acidente Fecho dos Morros. O geógrafo Orlando Valverde afirma que este acidente é mais topográfico do que fluvial, pois as características hidrológicas do rio se mantém similares nas duas partes delimitadas pelo Fecho. Na primeira parte, possui valores médios de gradiente de 2,3 cm/km, largura de 100 m e profundidade 4 m. Possui um grande número de lagoas e braços d'água, como o Paraguai Mirim. Próximo do Fecho, o rio estreita repentinamente e a profundidade alcança 17 m, por causa de uma erosão mais acelerada. Depois, o gradiente fica em 1,3 cm/km, a largura média em 300 m e a profundidade em 10 m.
Os dois últimos trechos localizam-se fora do território brasileiro e possuem extensões de 582 km e 346 km, respectivamente.

## História
O Rio Paraguai possui importância e relevância desde a habitação por povos indígenas do seu entorno, formando uma grande sociodiversidade étnica. No século XVI, a Coroa espanhola inicia a fundação de províncias na região, mesmo com a dificuldade de navegação pelo seu despreparo com rios menores. No fim do século, inicia-se a fundação de cidades. Os espanhois escravizavam e dizimavam os indígenas da região.
Os limites da região só são definidos com os tratados de Madri e de Santo Ildefonso. Portugeses e espanhóis disputavam a região do Mato Grosso. Jesuítas espanhóis fundaram missões entre o Rio Paraguai e o Rio Paraná. Disputas políticas entre Paraguai e Brasil a respeito do uso do rio e da cobrança de impostos pelo seu uso, entre outras discordâncias, culminaram na Guerra do Paraguai. Após a guerra, o período foi marcado pela melhoria dos meios de transporte e de uma circulação mais pacífica entre os países em torno do rio.